# Seven Seas Voyager
La Seven Seas Voyager è una nave da crociera, costruita da T. Mariotti per la Regent Seven Seas Cruises.

## Incidenti

### 2010
Il 14 marzo 2010, mentre la Seven Seas Voyager navigava fuori da un porto Hong Kong, ha colpito la parte posteriore di un traghetto, noto come Twinkling Star, e ha causato danni minori al traghetto. Nessuno è rimasto ferito.

### 2013
Il 3 febbraio 2013, Jackie Kastrinelis, cantante presso la nave da crociera stessa, 24 anni di Groveland, nel Massachusetts, è stata trovata morta nella sua cabina nel porto di Darwin, in Australia.